# Kovács Ágnes (divattervező)
Kovács Ágnes (Bácsborsód, 1987. október 27. –) magyar divattervező, kiegészítőtervező. Az AGNESKOVACS divatmárka és az AGATE márkavonal alapítója. Kollekcióit bemutatta Londonban, Koppenhágában, Sanghajban és New Yorkban.

## Életpályája
Bácsborsódon, Moholy-Nagy László szülőfalujában született, családjában több generáció is bőrművességgel foglalkozott, ami tervezői szemléletére meghatározóan hatott.

### Tanulmányai
A Pécsi Művészeti Gimnázium és Szakgimnázium textil szakára járt, vizsgamunkája formára alakított nemeztáska sorozat volt. Tanulmányait a Moholy-Nagy Művészeti Egyetem Textiltervezés tanszékén folytatta. 2014-ben kapta meg diplomáját. Diplomakollekciójával, amely a Rendszer és Forma nevet kapta, 2013-ban megnyerte a Central European Fashion Week Gombold újra! pályázat Newcomer kiegészítőtervező díját.

### Karrier
2011-ben, még az egyetem hallgatójaként, alapította meg bőrkiegészítő márkáját, az AGNESKOVACS leather designt. 2012-ben készült el első táskakollekciója. Ugyanebben az évben az Opel Magyarország kérte fel együttműködésre, a MyOpelService kampánya számára limitált kiadású kollekciót készített. 2015-ben alakult meg cége, az Agneskovacs Leather Design Kft. A márkanév az AGNESKOVACS lett. Az elmúlt években kollekciói bemutatkoztak a londoni, a koppenhágai, a New York-i  és a shanghai divathét alatt.